# Flora Petropolitana
Flora Petropolitana (abreviado Fl. Petrop.) es un libro con ilustraciones y descripciones botánicas que fue escrito por el botánico y micólogo ruso Gregor Fedorovitch Sobolewsky y publicado en el año 1799 con el nombre de Flora Petropolitana. Sistens plantas in Gubernio Petropolitano sponte crescentes, tam eas quae olim in Flora Ingrica Krascheninnikovii a Gortero enumeratae sunt, quam novas post annum 1764 hucuque a variis botanicis Petropoli degentibus detectas, nunc vero generice ac specifice descriptas cum additione variarum observationum, atque Russica plantarum denominatione.